# Vil'njans'k
Vil'njans'k (in ucraino Вільнянськ?, in russo Вольнянск?, Vol'njansk)  ha  una popolazione di 14 324 abitanti  ed è una città situata nel distretto di Zaporižžja nell'oblast' di Zaporižžja. Ospita l'amministrazione della comunità territoriale di Vil'njans'k, una delle comunità territoriali dell'Ucraina.
Fino al 18 luglio 2020 Vil'njans'k era il centro amministrativo del distretto di Vil'njans'k. Come parte della riforma amministrativa che ha ridotto a cinque il numero dei distretti dell'oblast' di Zaporižžja l'area del distretto di Vil'njans'k venne fusa nel distretto di Zaporižžja.
Vil'njans'k fu fondata nel 1840 come Sofievka in russo Софиевка?, si chiamò Krasnoarmejskoe in russo Красноармейское? dal 1935 al 1939 e Červonoarmejskoe in russo Червоноармейское? dal 1935 al 1966, anno in cui assunse la denominazione attuale.